# Bullacephalus
Bullacephalus jacksoni (лат.) — примитивний представник терапсидів. Належить до бурнетиїдів.
Описано Рубіджем и Кітчингом у 2003 році з пізньопермської зони Тапіноцефал (Південна Африка). Довжина черепа 15 см, загальна довжина 100 см.
Голотип — майже повний череп з нижньою щелепою.